# Aromia moschata cruenta
Aromia moschata cruenta es una subespecie de escarabajo longicornio del género Aromia, tribu Callichromatini, subfamilia Cerambycinae. Fue descrita científicamente por Bogatchev en 1962.
La especie se mantiene activa durante los meses de junio y julio.

## Descripción
Mide 25-34 milímetros de longitud.

## Distribución
Se distribuye por Tayikistán.